# Alfred Kastler
Alfred Kastler (3. maj 1902 - 7. januar 1984) var en fransk fysiker. Han modtog nobelprisen i fysik i 1966 "for opdagelsen af og udviklen af optiske metoder til at undersøge Hertzianresonans i atomer.".